# 26277 Ianrees
26277 Ianrees (1998 SM4) là một tiểu hành tinh vành đai chính được phát hiện ngày 20 tháng 9 năm 1998 bởi P. G. Comba ở Prescott.